# Джеферсън (окръг, Охайо)
Вижте пояснителната страница за други населени места с името Джеферсън.
Окръг Джеферсън (на английски: Jefferson County) е окръг в щата Охайо, Съединени американски щати. Площта му е 1064 km², а населението - 73 894 души (2000). Административен център е град Стюбънвил.